# Quintett Es-Dur op. 97 (Dvořák)
Das Quintett Es-Dur für 2 Violinen, 2 Violen und Violoncello op. 97 schrieb Antonín Dvořák zwischen dem 26. Juni und dem 1. August 1893 in Spillville in den USA.
Das Werk wurde am 1. Januar 1894 von dem erweiterten Kneisl-Quartett (Frank Kneisl, Otto Roth, Louis Svěcenski, Alwin Schroeder und Zach) in Boston uraufgeführt. Das erweiterte Böhmische Quartett (Hoffmann, Josef Suk, Oskar Nedbal, Hanuš Wihan und Ferdinand Lachner) führte am 10. Oktober 1894 in einem Konzert des Tschechischen Kammermusikvereins in Prag Dvořáks Quintett erstmals in Europa auf.
Erschienen ist es bei Simrock in Berlin im Jahr 1894.
Eine Aufführung des Werks dauert in der Regel rund 30 Minuten.

## Entstehungsgeschichte
Das Quintett schrieb Dvořák, wie auch das Quartett F-Dur op. 96, 1893 während seines Sommeraufenthaltes in der kleinen Gemeinde Spillville in dem mittelwestlichen Staat Iowa. In seiner Funktion als Direktor des New Yorker Nationalkonservatoriums war er von den vorwiegend tschechischstämmigen Bewohnern dazu eingeladen worden, den Sommer im Kreise seiner Landsleute zu verbringen.
Die Niederschrift des ersten Satzes in der Skizze erfolgte ab dem 26. Juni, in der Partitur vom 1. bis zum 11. Juli. Der zweite Satz wurde in der Skizze vom 11., in der Partitur vom 12. bis zum 20. Juli niedergeschrieben, der dritte in der Skizze vom 21., in der Partitur vom 22. bis zum 27. Juli und der vierte in der Skizze und der Partitur vom 29. Juli bis zum 1. August.

## Satzbeschreibungen

### 1. Satz: Allegro non tanto
3/4-Takt, Tonart: Es-Dur
Der erste Satz folgt dem formalen Aufbau eines Sonatenhauptsatzes mit drei klar gegliederten Grundthemen in Exposition und Reprise. Vor die zur Wiederholung gelangende Exposition ist eine 28-taktige Einleitung gestellt. In ihr wird das Hauptthema von der Bratsche durch eine schwermütige Erweiterung seines Anfangs angekündigt.

### 2. Satz: Scherzo, Allegro vivace
2/2-Takt, Tonart: H-Dur

### 3. Satz: Larghetto
3/8-Takt, Tonart: as-Moll

### 4. Satz: Finale, Allegro giusto
2/2-Takt, Tonart: Es-Dur